# Pelita Jaya FC
Pelita Jaya FC é um clube de futebol de Karawang, região de Java Ocidental, na Indonésia. Foi fundado em 1986 e suas cores são vermelho e branco.
Foi o último clube do camaronês Roger Milla e do argentino Mario Kempes, que também foi técnico da equipe.

## Desempenho

### Galatama
- 1986/1987 - Vice-campeões
- 1987/1988 - Vice-campeões
- 1988/1989 - Campeões
- 1990 - Campeões
- 1993/1994 - Campeões

### Piala (Copa da Indonésia)
- 2007 (quarto lugar) após derrota de 2 a 1 para o Persija Jakarta (terceiro colocado), no  Bung Karno Stadium.

### Liga dos Campeões da AFC
A participação do Pelita na Liga dos Campeões da AFC foi curta: apenas três edições.
- 1989-90: Fase de grupos
- 1990-91: Terceiro lugar
- 1994-95: Terceiro lugar